# Северная Македония на юношеских Олимпийских играх
Северная Македония принимает участие в юношеских Олимпийских играх: в летних Играх — начиная с Игр 2010 года, в зимних Играх — начиная с Игр 2012 года.
Спортсмены Северной Македонии на всех юношеских Олимпийских играх выиграли в сумме 1 медаль, не золотую, медаль завоёвана на летних Играх; в неофициальном медальном зачёте спортивная делегация Северной Македонии занимает 109-е место.

## Медальный зачёт

### Медали на летних юношеских Олимпийских играх
| Игры              | Участников | Золото | Серебро | Бронза | Всего | Место |
| 2010 Сингапур     | 6          | 0      | 0       | 0      | 0     | —     |
| 2014 Нанкин       | 5          | 0      | 0       | 0      | 0     | —     |
| 2018 Буэнос-Айрес | 6          | 0      | 0       | 1      | 1     | 83    |
| Всего             | Всего      | 0      | 0       | 1      | 1     | 108   |

### Медали на зимних юношеских Олимпийских играх
| Игры             | Участников | Золото | Серебро | Бронза | Всего | Место |
| 2012 Инсбрук     | 2          | 0      | 0       | 0      | 0     | —     |
| 2016 Лиллехаммер | 2          | 0      | 0       | 0      | 0     | —     |
| 2020 Лозанна     | 5          | 0      | 0       | 0      | 0     | —     |
| Всего            | Всего      | 0      | 0       | 0      | 0     | —     |